# Borek (Trzebnica)
Pour les articles homonymes, voir Borek.
Borek est une localité polonaise de la gmina de Żmigród, située dans le powiat de Trzebnica en voïvodie de Basse-Silésie.